# 霍恩布魯克 (加利福尼亞州)
霍恩布魯克（英語：Hornbrook）是位於美國加利福尼亞州錫斯基尤縣的一個人口普查指定地區。

## 地理
霍恩布魯克的座標為41°54′35″N 122°33′27″W / 41.90972°N 122.55750°W，而該地最高點為海拔高度62米（即2172英尺）。

## 人口
根據2010年美國人口普查的數據，霍恩布魯克的面積為3.047平方千米，當中陸地面積為3.018平方千米，而水域面積為0.029平方千米。當地共有人口248人，而人口密度為每平方千米81人。